# Grays

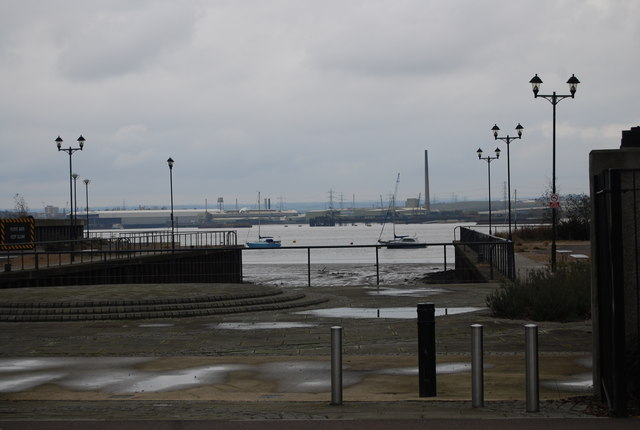
Cais de Grays com vista para o rio Tâmisa e Kent.

Grays, ou Grays Thurrock, é a maior cidade da autoridade unitária de Thurrock, em Essex, e uma das paróquias tradicionais de Thurrock. A cidade fica a aproximadamente 32 km a leste de Londres, na margem norte do rio Tâmisa, e a 3,2 km a leste da M25 Motorway. A economia da cidade está ligada às indústrias do Porto de Londres, seus próprios escritórios, varejo e o shopping Lakeside, em West Thurrock.